# Plinia baileyi
Plinia baileyi är en myrtenväxtart som beskrevs av Robert Orchard Williams och R.S.Marsh.. Plinia baileyi ingår i släktet Plinia och familjen myrtenväxter. Inga underarter finns listade i Catalogue of Life.